# Leptothorax aztecus
Leptothorax aztecus är en myrart som först beskrevs av Wheeler 1931.  Leptothorax aztecus ingår i släktet smalmyror, och familjen myror. Inga underarter finns listade i Catalogue of Life.